# 帕维尔·阿利卢耶夫
帕维尔·谢尔盖耶维奇·阿利卢耶夫（俄语：Павел Сергеевич Аллилуев，1894年—1938年11月2日）是约瑟夫·维萨里奥诺维奇·斯大林第二任妻子娜杰日达·谢尔盖耶夫娜·阿利卢耶娃的哥哥，1938年他向斯大林提出希望能够结束对红军的清洗，11月因心脏问题在办公室去世。